# Asfeld (tổng)
Tổng Asfeld là một tổng ở tỉnh Ardennes trong vùng Grand Est.
Tổng này được tổ chức xung quanh Asfeld ở quận Rethel. Độ cao trung bình là 71 m.

## Hành chính
| Giai đoạn | Ủy viên           | Đảng | Tư cách |
| --------- | ----------------- | ---- | ------- |
| 2008-2014 | Mireille Gatinois | UMP  |         |
| 2001-2008 | Mireille Gatinois | DVD  |         |

## Các đơn vị hành chính
Tổng Asfeld gồm 18 xã với dân số 5 173 người (điều tra năm 1999, dân số không tính trùng)
| Xã                      | Dân số | Mã bưu chính | Mã insee |
| ----------------------- | ------ | ------------ | -------- |
| Aire                    | 205    | 08190        | 08004    |
| Asfeld                  | 976    | 08190        | 08024    |
| Avaux                   | 454    | 08190        | 08039    |
| Balham                  | 125    | 08190        | 08044    |
| Bergnicourt             | 151    | 08300        | 08060    |
| Blanzy-la-Salonnaise    | 282    | 08190        | 08070    |
| Brienne-sur-Aisne       | 160    | 08190        | 08084    |
| L'Écaille               | 131    | 08300        | 08148    |
| Gomont                  | 320    | 08190        | 08195    |
| Houdilcourt             | 140    | 08190        | 08229    |
| Poilcourt-Sydney        | 150    | 08190        | 08340    |
| Roizy                   | 223    | 08190        | 08368    |
| Saint-Germainmont       | 775    | 08190        | 08381    |
| Saint-Remy-le-Petit     | 36     | 08300        | 08397    |
| Sault-Saint-Remy        | 161    | 08190        | 08404    |
| Le Thour                | 317    | 08190        | 08451    |
| Vieux-lès-Asfeld        | 266    | 08190        | 08473    |
| Villers-devant-le-Thour | 301    | 08190        | 08476    |

## Thông tin nhân khẩu
| 1962                                                     | 1968  | 1975  | 1982  | 1990  | 1999  |
| -------------------------------------------------------- | ----- | ----- | ----- | ----- | ----- |
| 4 872                                                    | 5 242 | 4 980 | 4 947 | 5 279 | 5 173 |
| Nombre retenu à partir de 1962 : dân số không tính trùng |       |       |       |       |       |